# Kozma utcai izraelita temető
A Kozma utcai izraelita temető, régies nevén Rákoskeresztúri zsidó temető (nem egyenlő a régi Rákoskeresztúri izraelita temetővel) Budapest X. kerületében, az Új köztemető mellett nyílt meg 1893-ban. Nevét a Kozma utcára nyíló bejárata után kapta. A régi temetők beteltek, és felszámolásuk miatt szükségessé vált egy központi izraelita temető létrehozása. Magyarország legnagyobb zsidó temetője jött itt létre. Eddig körülbelül 300 000 ember utolsó nyughelye.

## Története
1891-ben épült fel a monumentális fehér ravatalozó, Freund Vilmos tervei alapján, melynek bejáratát Strobl Alajos oroszlánjai díszítik. Külön férfi és női ravatalozó helyiségei vannak az épületnek. Az 1900-as évek elején árkádsort is terveztek, ez azonban nem valósult meg:

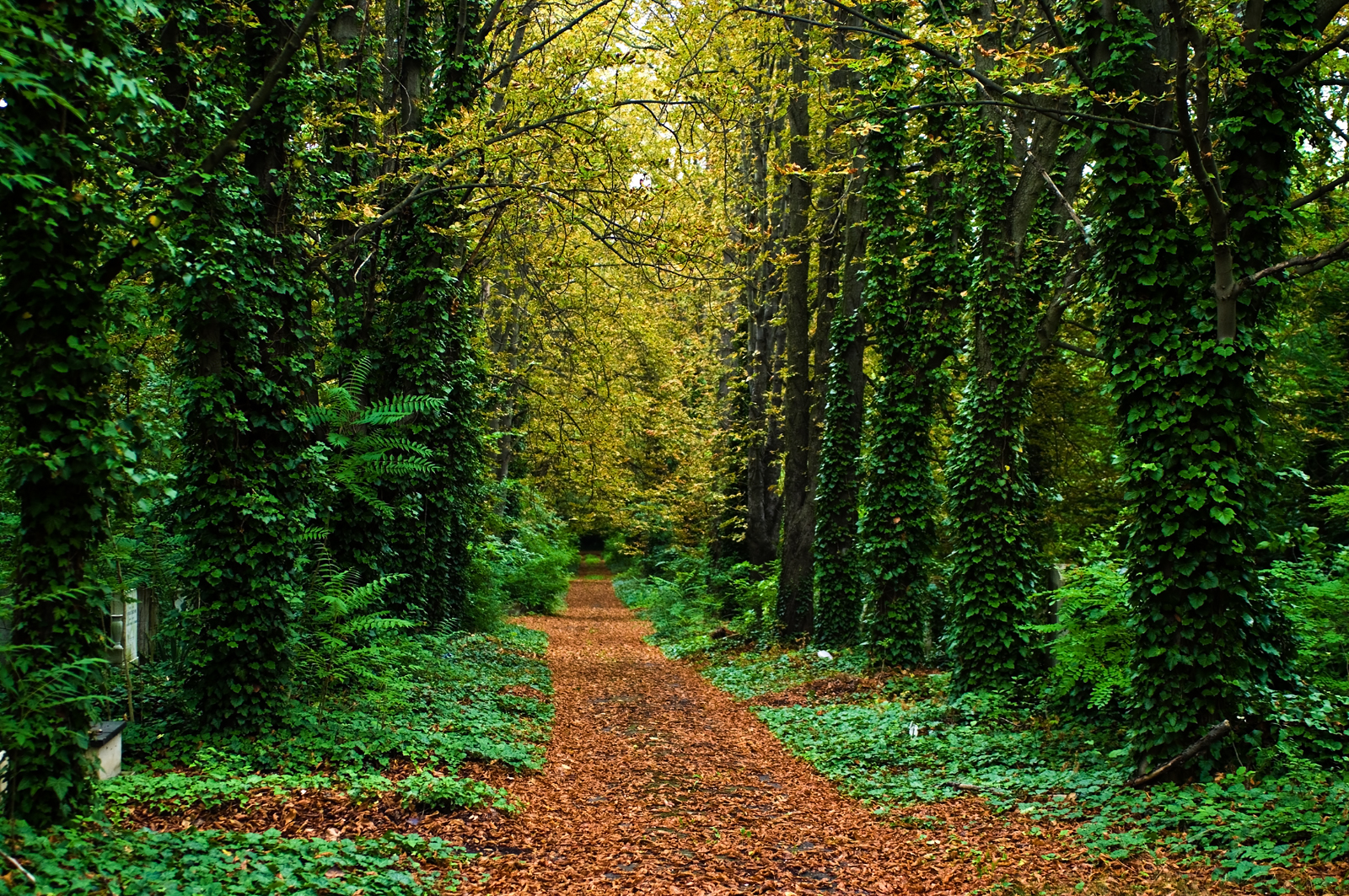
A temető egyik sétánya

Az első temetések a Váci úti temetőből áthozott nagyszámú exhumálttal kezdődtek. Ekkor létesült az első rabbi-parcella is, melyben olyan emblematikus zsidó rabbik kaptak helyet, mint Oppenheimer Simon Ben Dávid, a rabbitanács vezetője, Wahrmann Izrael hitoktató vagy Kunitzer Mózes budai főrabbi.
A temető ma a Budapesti Zsidó Hitközség gondozásában működik, ami a Magyarországi Zsidó Hitközségek Szövetsége tagja. 1927-ben választották le a Kozma utca menti, Új köztemetőtől távolabbi végéből a Gránátos utcai izraelita temetőt az ortodox izraeliták számára.
A második világháború után a holokauszt mártírjainak állított emlékművet Hajós Alfréd tervezte.
1965-ig csak koporsós temetéseket engedélyeztek ide, mikor is az Állami Egyházügyi Hivatal gyakorlatilag utasította a temetőt, hogy egy elhamvasztott, nem vallásos személyt is ott helyezhessenek örök nyugalomra (aki ezt kérte). Azóta is történnek urnás temetések.
2011 novemberében egy feljelentés nyomán a temető pénzügyeit vizsgáló nyomozás indult, a temetkezések körüli korrupció (pl. részben, vagy egészében zsebbe fizetett temetések) felderítésére. Ennek kapcsán december 1-jén házkutatást tartottak a Budapesti Zsidó Hitközség irodáiban és a temetőben is, ahonnan többes könyvelésre (egy valódi és egy a hatóságoknak vezetett könyvelésre) és ennek kapcsán sikkasztásra utaló dokumentumokat találtak és foglaltak le.